# Розанцев, Николай Васильевич
Николай Васильевич Розанцев (1922—1980) — советский и российский кинорежиссёр и сценарист.

## Биография
Николай Васильевич Розанцев родился 29 марта 1922 года в селе Шубино Тверской губернии в семье сельских врачей. До 1935 года проживал в Кимрах, с 1935 по 1941 — в Калинине.
В Калинине с 1939 по 1941 работал тренером по боксу и самозащите в спортивных обществах «Учитель», «Большевик» и «Дзержинец». В 1941—1942 годах проходил военную службу в особом отряде ВОХРа в Калинине. В январе—сентябре 1942 года работал в колхозе в Ярославской области. С 1942 по 1943 учился в Ярославском педагогическом институте и одновременно работал в педагогическом институте инструктором-тренером по самозащите.
Летом 1943 года Николай Розанцев переехал в Москву и поступил на режиссёрский факультет ВГИКа. С 1943 по 1949 год учился в мастерской С. А. Герасимова и Т. Ф. Макаровой. Участвовал в киносъёмках фильма Молодая гвардия в качестве режиссёра-стажёра, как ученик и помощник С. А. Герасимова. В 1947—1952 годах работал вторым режиссёром на киностудии имени М.Горького.
В 1953—1955 годах работал на Ленинградской студии научно-популярных фильмов.
С 1955 по 1980 — работал кинорежиссёром на киностудии «Ленфильм».
Николай Розанцев дружил с писателем Александром Галичем, с которым вместе работал над фильмом «Государственный преступник». Когда началось преследование Александра Галича в СССР, Николай Розанцев был временно отстранён от творческой работы. Таким образом, конфликт Галича с властью повлиял и на Розанцева.
В 1969 году против Николая Розанцева и его фильма «Скрытый враг/Амнистии не подлежит» резко выступил министр внутренних дел СССР Н. А. Щёлоков. Министр МВД Н. А. Щёлоков был разгневан тем, что в фильме иностранный шпион переодевается в форму офицера советской милиции и таким образом обманывает контрразведчиков из КГБ. Министр внутренних дел СССР написал в ЦК КПСС служебную записку на имя П. Н. Демичева, в котором обвинил создателей фильма в антисоветской деятельности, порочащей честь советской милиции. Правительство СССР в лице министра Н. А. Щёлокова потребовало фильм уничтожить, потому что сюжет фильма случайно совпал с реальным покушением на генерального секретаря КПСС Л. И. Брежнева, которое в январе 1969 года совершил вооружённый мужчина переодетый в форму милиции, что совпало с сюжетом фильма «Скрытый враг/Амнистии не подлежит» — шпион в форме милиционера ловко обманывает КГБ и совершает убийство. Гневное письмо министра Щёлокова в ЦК КПСС затем обсуждалось в министерстве культуры СССР и все создатели фильма были наказаны в различной форме. Правительственными руководителями советской культуры и чиновниками кинопромышленности было принято решение фильм не тиражировать, то есть в кинотеатрах не показывать, а уничтожить все материалы фильма включая оригинальный кинонегатив. Взамен уничтоженной киноленты указано сделать фильм с другим содержанием, в котором весь сюжет кинематографисты вынуждены были создать следуя указаниям правительства, чтобы показать успешное сотрудничество органов милиции и КГБ в поимке иностранного шпиона. Решение об уничтожении оригинала фильма и создании нового фильма под названием «Развязка» принималось на уровне министра внутренних дел СССР Н. А. Щёлокова и секретаря ЦК КПСС П. Н. Демичева.
Текст письма главы МВД СССР Н. А. Щёлокова в ЦК КПСС:

На студии «Ленфильм» завершены съёмки художественной кинокартины «Амнистии не подлежит» (режиссёр Н. Розанов, сценарист А. Ромов), которая, по нашему убеждению, содержит серьёзные политические ошибки. В качестве матёрого врага Советской власти, предателя Родины, резидента иностранной разведки в этом фильме выступает начальник районного отдела милиции. Такая тенденциозная трактовка образа руководящего работника органов внутренних дел может вызвать у зрителей глубокое негодование и недоверие к сотрудникам милиции, может породить искаженное представление о том, что в милиции работают люди, мировоззрение и убеждения которых враждебны кровным интересам советского народа и Коммунистической партии. Вызывает справедливое возмущение не только злостное искажение облика работника милиции, но и очевидная фальсификация действительности. В истории советской милиции не было случая, чтобы её руководящий работник стал бы агентом империалистической разведки. Обращает на себя внимание вредная тенденция сюжета, которая фактически противопоставляет органы КГБ, разоблачившие предательскую деятельность работника милиции, органам внутренних дел. Пропаганда с помощью кино такого рода надуманных «конфликтов» может в равной степени нанести ущерб авторитету органов госбезопасности и внутренних дел. Кинофильм «Амнистии не подлежит» порочит честь и достоинство работников милиции, противоречит требованиям ноябрьского постановления ЦК КПСС и Совета министров СССР к творческим организациям о правдивом отображении деятельности органов внутренних дел, всемерном укреплении их авторитета среди трудящихся. Прошу Вашего указания о запрещении выпуска на экран картины «Амнистии не подлежит». Вместе с тем при производстве кинофильмов, отображающих деятельность органов внутренних дел, было бы целесообразно учитывать мнение МВД СССР.— Коммерсантъ-Власть: журнал
Первоначальный сценарий Анатолия Ромова и режиссёра Розанцева написан в 1967 году и назывался «Скрытый враг». Впоследствии цензура заставила режиссёра сменить название на «Амнистии не подлежит», и тот фильм был уничтожен по письму главы МВД СССР Н. А. Щёлокова.
Записка председателя Комитета по делам кинематографии при Совете министров СССР Алексея Романова, направленная в ЦК КПСС 3 июля 1969 года:

Согласно поручению заместителя заведующего отделом культуры ЦК КПСС тов. Черноуцана И. С. от 26 июня с. г., Комитет по кинематографии рассмотрел письмо министра внутренних дел СССР тов. Щёлокова Н. А. о фильме «Амнистии не подлежит» (производства киностудии «Ленфильм»). Принято решение фильм не тиражировать, все исходные материалы вернуть на студию. Директору киностудии тов. Киселёву И. Н. дано указание внести предложения о переделке кинокартины с учётом высказанных в письме тов. Щёлокова Н. А. замечаний.— Письмо министра внутренних дел СССР Н. А. Щелокова секретарю ЦК КПСС П. Н. Демичеву от 13 июня 1969 года
А затем последовали переделка сценария и съёмки уже другого фильма под названием «Развязка». Премьера фильма «Развязка» в СССР состоялась 26 января 1970 года.
Член Союза кинематографистов СССР с 1957 года.
Ушёл из жизни в 24 января 1980 года из-за осложнений тяжёлого неизлечимого заболевания крови в Ленинграде.

## Фильмография

### Режиссёр
- 1956 — Крутые горки
- 1957 — На острове Дальнем…
- 1959 — В твоих руках жизнь
- 1960 — Человек с будущим
- 1962 — Первый мяч (короткометражный)
- 1964 — Государственный преступник
- 1965 — Заговор послов
- 1968 — Скрытый враг/Амнистии не подлежит
- 1969 — Развязка
- 1971 — Холодно — горячо
- 1974 — Ещё не вечер
- 1977 — Убит при исполнении
- 1980 — Взвейтесь, соколы, орлами!

#### Прочее
- 1948 — Молодая гвардия (режиссёр-практикант)
- 1951 — Сельский врач (второй режиссёр)

### Сценарист
- 1965 — Заговор послов
- 1968 — Скрытый враг/Амнистии не подлежит
- 1969 — Развязка
- 1973 — Олег и Айна